# Natalie Ogle
Natalie Ogle, née en 1960, est une actrice britannique.

## Biographie
Elle tient son premier rôle, à 16 ans, alors qu'elle est élève de la Redroofs Theatre School dans une adaptation de Joseph Andrews de  Henry Fielding. Elle joue ensuite dans plusieurs dramatiques en costumes. En 1979, elle est la petite Nell de The Old Curiosity Shop, d'après Le Magasin d'antiquités de Dickens, en 1980  elle est  Lydia Bennet dans Orgueil et Préjugés, en 1986 Agnès Wickfield dans une mini-série d'après David Copperfield. En 1989, cependant elle tient le rôle principal, avec Julia Watson, dans A Touch of Spice, une sitcom contemporaine. Elle est depuis quelques années professeur d'art dramatique et membre de la Fusion Academy of Performing Arts à Surbiton, dans le district royal de Kingston upon Thames (Surrey).
Elle est l'épouse de l'acteur Clive Francis (né en 1946) et a deux enfants.

## Filmographie
- 1977 : Joseph Andrews de Tony Richardson : Fanny Goodwill